# Maury City
Maury City és una població dels Estats Units a l'estat de Tennessee. Segons el cens del 2000 tenia 704 habitants.

## Demografia
Segons el cens del 2000, Maury City tenia 704 habitants, 301 habitatges, i 195 famílies. La densitat de població era de 244,9 habitants/km².
Dels 301 habitatges en un 27,6% hi vivien nens de menys de 18 anys, en un 48,5% hi vivien parelles casades, en un 13,6% dones solteres, i en un 34,9% no eren unitats familiars. En el 31,9% dels habitatges hi vivien persones soles el 14,6% de les quals corresponia a persones de 65 anys o més que vivien soles. El nombre mitjà de persones vivint en cada habitatge era de 2,34 i el nombre mitjà de persones que vivien en cada família era de 2,92.
Per edats la població es repartia de la següent manera: un 22,6% tenia menys de 18 anys, un 8,9% entre 18 i 24, un 26,8% entre 25 i 44, un 25% de 45 a 60 i un 16,6% 65 anys o més.
L'edat mediana era de 39 anys. Per cada 100 dones de 18 o més anys hi havia 86 homes.
La renda mediana per habitatge era de 26.645 $ i la renda mediana per família de 33.250 $. Els homes tenien una renda mediana de 23.250 $ mentre que les dones 24.375 $. La renda per capita de la població era de 14.519 $. Entorn del 13,7% de les famílies i el 16,1% de la població estaven per davall del llindar de pobresa.

## Poblacions més properes
El següent diagrama mostra les poblacions més properes.